# Obama nungara

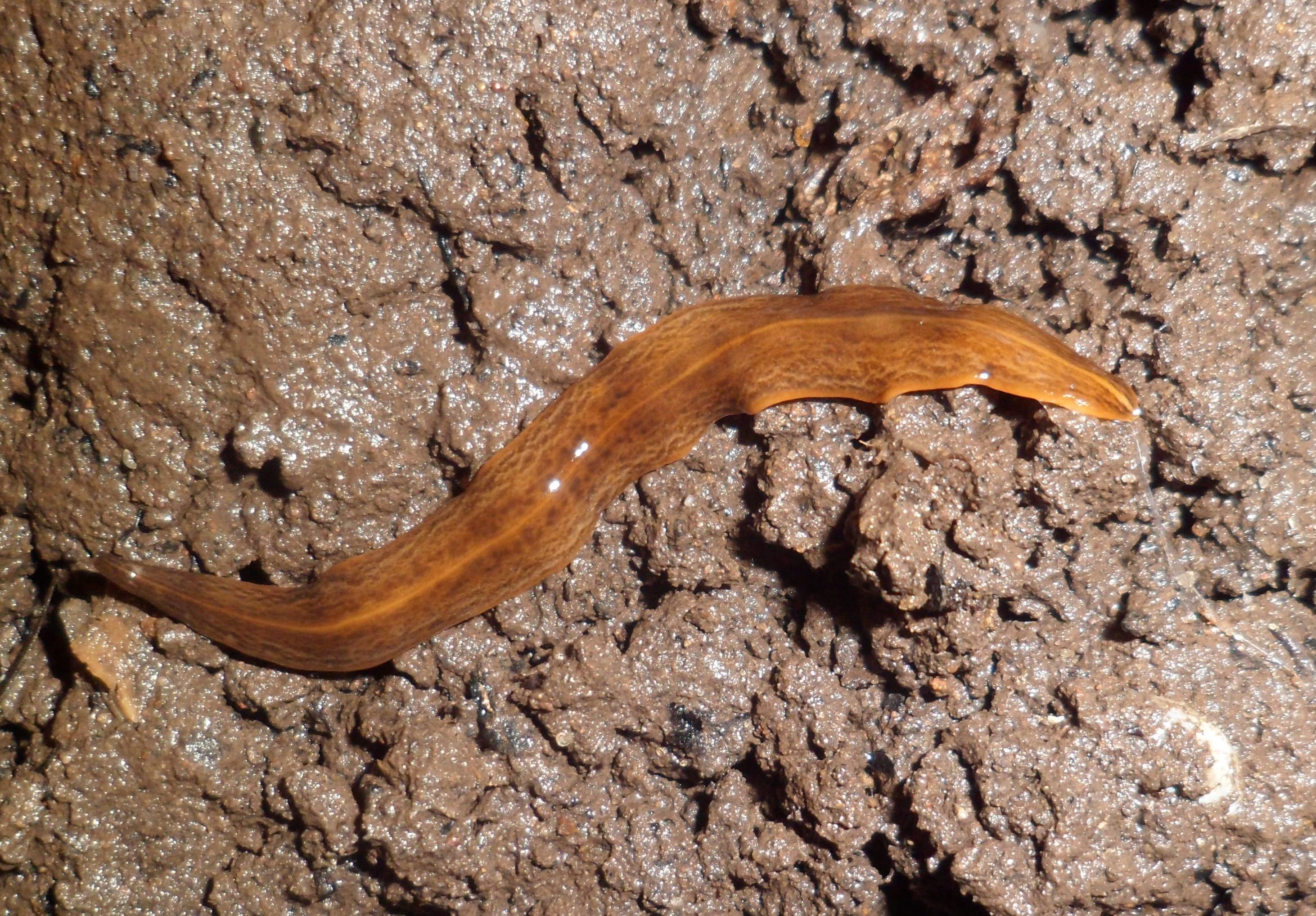
Esemplare di Obama nungara dal Brasile meridionale

Obama nungara (/ˈoʊbəmə/) è una specie di planaria terrestre della famiglia Geoplanidae. È originaria del Sud America, ma è stata introdotta in Europa.

## Descrizione
Obama nungara è una planaria terrestre di medie dimensioni con un corpo lanceolato, lunga fino a 70 millimetri (2,8 pollici). Il colore di fondo del dorso varia dal giallo dorato al giallo miele ed è ricoperto da macchie e chiazze dal marrone scuro al nero aggregate in striature longitudinali corte e irregolari, che gli conferiscono un aspetto marmorizzato dal marrone chiaro al marrone scuro. Una linea sottile priva di pigmentazione marrone di solito corre longitudinalmente lungo la parte centrale del dorso, a volte con un bordo scuro diffuso formato dalla concentrazione della pigmentazione marrone. In alcuni esemplari questa linea è anche coperta da pigmentazione ed è quasi impercettibile. Il lato ventrale ha un colore uniforme dal crema al grigio-bianco.
Come nella maggior parte delle specie del genere Obama, O. nungara ha centinaia di occhi distribuiti lungo il corpo. Formano una singola fila attorno alla punta anteriore e dopo i primi millimetri diventano pluriseriali, diffondendosi sulla superficie dorsale e occupando circa un terzo della larghezza del corpo su entrambi i lati. Gli occhi dorsali sono circondati da aloni chiari (aree prive di pigmentazione) che possono essere percepiti come un insieme di piccoli punti biancastri a un esame ravvicinato o al microscopio stereoscopico.
Il modello di colore generale di O. nungara è molto simile a quello di Obama marmorata, una specie con cui vive in simpatria in alcune aree del Brasile meridionale. Di conseguenza, O. nungara è stato inizialmente identificato erroneamente come O. marmorata.

## Etimologia
L'epiteto specifico nungara deriva dal Tupi, che significa simile, e si riferisce alla somiglianza di O. nungara con O. marmorata.

## Distribuzione ed ecologia
Obama nungara è originario del Sud America. Le popolazioni nei due Stati brasiliani più a sud, Santa Catarina e Rio Grande do Sul, sono sicuramente native. La specie si trova anche in Argentina, dove potrebbe essere nativa o introdotta. È molto comune nelle aree disturbate dall'uomo, in particolare giardini e parchi.

### Obama nungaracome invasore in Europa

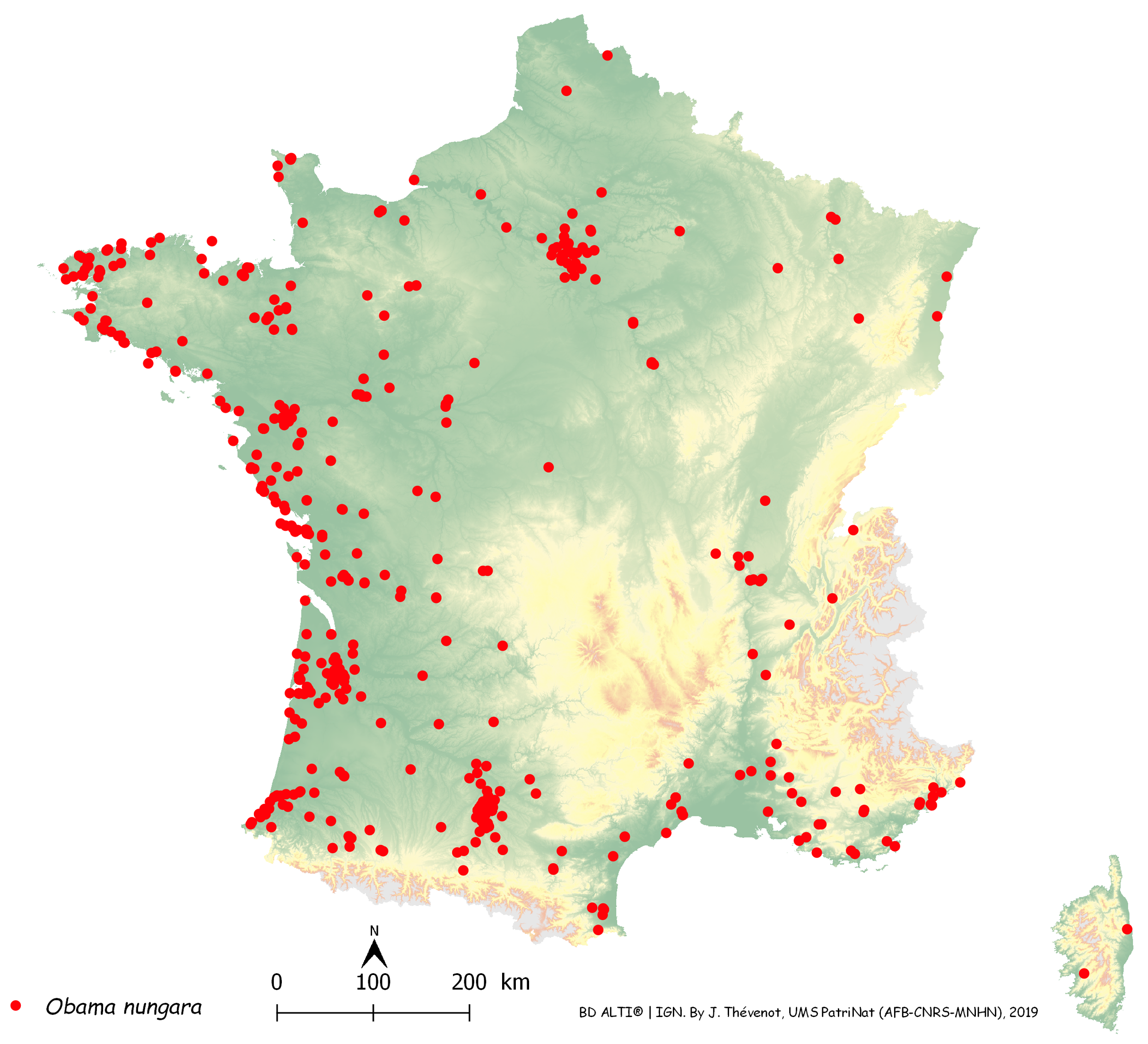
Mappa dei record di Obama nungara nella Francia metropolitana nel periodo 2013-2018. Ogni punto rosso è un record nel periodo 2013-2018.

Dal 2008, una grande planaria terrestre è stata rinvenuta in diverse località d'Europa, tra cui Guernsey, Gran Bretagna, Francia, Spagna, Italia, Belgio, Paesi Bassi e Slovacchia.
È stato identificato come di possibile origine neotropicale e appartenente al genere Obama, ma la sua vera identità non è stata inizialmente chiarita. In Francia, dove sembra essere particolarmente comune, è stato soprannominato marron plate (in francese marrone piatto).
Uno studio pubblicato nel 2015 ha identificato la specie come Obama marmorata basandosi sulla ridescrizione morfologica di questa specie da parte di Froehlich. Tuttavia, un anno dopo, un nuovo studio che utilizzava analisi morfologiche e molecolari, incluso materiale di Obama marmorata dalla località tipo della specie, ha concluso che la specie invasiva trovata in Europa, che è comune anche nel Brasile meridionale e nell'Argentina settentrionale, è una nuova specie, ed è stata chiamata Obama nungara.
In uno studio pubblicato nel 2020, l'Obama nungara è stato registrato in Italia, Svizzera e 72 dei 96 dipartimenti della Francia metropolitana. La specie era particolarmente abbondante lungo la costa atlantica, dal confine spagnolo alla Bretagna, e lungo la costa mediterranea, dal confine spagnolo al confine italiano. Più della metà delle registrazioni proveniva da un'altitudine inferiore a 50 m e nessuna registrazione proveniva da un'altitudine superiore a 500 m; le regioni montuose come le Alpi, i Pirenei e il Massiccio Centrale non sono state invase. Tuttavia, nel 2019, un esemplare è stato trovato sull'isola di São Miguel (Azzorre) a un'altitudine di 947 metri.
L'abbondanza locale nell'Europa continentale è stata considerata impressionante, con centinaia di esemplari trovati in un piccolo giardino. Sulla base di un'analisi molecolare, lo studio ha anche concluso che la popolazione che ha invaso diversi paesi in Europa proveniva dall'Argentina, non dal Brasile.

### Obama nungarain altri continenti
L'Obama nungara è stato registrato nell'isola francese di La Réunion, al largo della costa africana, in un articolo pubblicato nel 2022. Gli autori hanno ritenuto probabile che la specie fosse già presente a La Réunion dal 2020. Questa segnalazione è stata la prima per la specie in Africa.

## Dieta
Nel Brasile meridionale, è stato segnalato che O. nungara (identificato come O. marmorata) si nutre della planaria terrestre invasiva Endeavouria septemlineata.
È stato segnalato che Obama si nutre di lombrichi e lumache di terra. Di conseguenza, potrebbe rappresentare una minaccia per le popolazioni native di questi gruppi in Europa. Più precisamente, uno studio del 2022 basato sul metabarcoding (il barcoding del DNA/RNA in un modo che consente l'identificazione simultanea di molti taxa all'interno dello stesso campione) del contenuto intestinale di esemplari di O. nungara raccolti in Francia ha mostrato che il verme piatto consuma una varietà di specie di lombrichi. Sebbene sia noto che O. nungara viva sopra il suolo, i lombrichi erano anche specie di superficie e, inaspettatamente, specie che vivevano nel suolo.